# Artur Petersson
Karl Artur Petersson, född 21 januari 1888 i Säby, Jönköpings län, död 12 januari 1956 i Tranås, var en svensk målare, tecknare och skulptör.
Han var son till handlaren Karl Johan Petersson och Augusta Cecilia Karlsdotter. Petersson studerade konst för Carl Wilhelmson vid Valands målarskola 1907-1910 och vid Académie Colarossi 1911-1912. Separat ställde han ut i en gång i Tranås 1948. Han ställde sällan ut sin konst och vid de tillfällen han medverkade i samlingsutställningar visade han bara upp några enstaka verk. Hans konst består av stads och landskapsmåleri i en impressionistisk stil med motiven hämtade från trakten runt Tranås. En minnesutställning med hans konst visades 1956.